# Віккйо
Віккьо (італ. Vicchio) — муніципалітет в Італії, у регіоні Тоскана, метрополійне місто Флоренція.
Віккьо розташоване на відстані близько 250 км на північ від Рима, 25 км на північний схід від Флоренції.
Населення — 8170 осіб (2014).
Щорічний фестиваль відбувається 24 червня. Покровитель — Святий Іоанн Хреститель (San Giovanni Battista).

## Демографія
Населення за роками:

Станом на 1 січня 2023 року в муніципалітеті офіційно проживав 621 іноземець з 59 країн, серед них 106 громадян країн Євросоюзу та 4 громадяни України.

## Сусідні муніципалітети
- Борго-Сан-Лоренцо
- Дікомано
- Марраді
- Понтассьєве